# Ресвератрол
Ресвератрол — природный фитоалексин, производное транс-стильбена, полифенол. Синтезируется некоторыми растениями в качестве защитной реакции против паразитов, таких как бактерии или грибы.
В экспериментах с мышами и крысами были выявлены противоопухолевые, противовоспалительные, понижающие уровень сахара в крови, кардиопротекторные и другие положительные эффекты ресвератрола. Кроме того, в 2003 году была открыта способность ресвератрола увеличивать продолжительность жизни некоторых беспозвоночных, а после и короткоживущих рыб. С другой стороны, часть экспериментов не выявила данного эффекта. Клинических испытаний для подтверждения подобных эффектов на людях не проводилось.
Ресвератрол содержится в кожуре винограда и других фруктов, в какао и в орехах. Также содержится в вине (в красном в среднем 0,2—5,8 мг/л, в белом содержание в 3—4 раза ниже ), источником ресвератрола также является горец японский (Polygonum cuspidatum), содержание ресвератрола в нём от 0,15 до 1,77 мг/г сухой массы.
Впервые упоминается в 1939 году в статье японского исследователя M. Takaoka.

## Биологические свойства
Рекомендации по ежедневному потреблению ресвератрола в основном основаны на арифметическом преобразовании доз для животных на человека. Подтверждения терапевтической эффективности этих рассчитанных концентраций ресвератрола у людей всё ещё нет. Независимые исследования показали, что ежедневное потребление ресвератрола в диапазоне 700–1000 мг/сут хорошо переносится без токсических эффектов и что концентрации ≤2 г/сут безвредны при кратковременном применении. Суточная доза 1 г в день считается эффективной для лечения различных заболеваний у людей.

### Противоопухолевое действие
В 1997 году было установлено, что ресвератрол предотвращает развитие рака кожи у мышей при воздействии на неё канцерогенов. С тех пор было проведено много исследований на различных модельных объектах, показывающих противоопухолевое действие ресвератрола. Однако результатов клинических исследований на людях пока нет. Предварительные исследования фармакокинетики ресвератрола на 10 добровольцах показали, что, возможно, даже высокие дозы ресвератрола не будут оказывать противоракового действия у людей.
Исследования на модельных объектах показали, что in vivo противоопухолевое действие ресвератрола ограничено его низкой биодоступностью. Наиболее серьёзные доказательства противоопухолевой активности ресвератрола получены для опухолей желудочно-кишечного тракта и кожи, то есть тех мест, где возможно его прямое действие.
Так, ресвератрол (1 мг/кг орально) уменьшал количество и размер опухолей в пищеводе у крыс. В ряде исследований было продемонстрировано профилактическое или сокращающее опухоли действие малых доз ресвератрола (0,02—8 мг/кг орально) в случае рака желудка и прямой кишки крыс, вызванных канцерогенами. У мышей ресвератрол предотвращал развитие рака кожи, индуцируемое ультрафиолетовым излучением, но в то же время пероральное введение не оказывало действия на инокулированые клетки меланомы, лейкемию и рак желудка. Однако, при внутрибрюшинном введении замедлял развитие карциномы Льюиса.
Кроме того, эффективность ресвератрола по увеличению апоптоза и замедлению роста раковых клеток была продемонстрирована на различных клеточных моделях.
Предполагается, что ресвератрол может быть использован в качестве безвредного лекарства для подавления сигнала Wnt при раковых заболеваниях.

### Влияние на продолжительность жизни
Группа исследователей (Howitz и Синклер) в 2003 г. в журнале «Nature» опубликовала исследование, результат которого указывал, что ресвератрол значительно продлевает срок жизни дрожжей Saccharomyces cerevisiae. Позднее исследования, проведенные Синклер, показали, что ресвератрол также увеличивает продолжительность жизни нематод Caenorhabditis elegans и дрозофилы. В 2007 году другая группа исследователей воспроизвела результаты Синклера с С.elegans, но третья группа не смогла достичь последовательного увеличения продолжительности жизни D.melanogaster и C.elegans. Как предполагалось, эффект ресвератрола был основан на активации экспрессии гена деацетилазы гистонов Sir2, однако в 2011 году были опубликованы результаты исследований, согласно которым, ресвератрол не активирует экспрессии Sir2, а сам белок SIR2 не влияет на продолжительность жизни. Как отмечают авторы этих исследований, эффект ресвератрола, наблюдаемый в одних экспериментах и не наблюдаемый в других, может зависеть от состояния объектов, на которых производятся опыты, и действует ресвератрол не через активацию экспрессии Sir2, а через другие механизмы.
На клеточном уровне ресвератрол способен снижать уровень NO-индуцируемого апоптоза в хондроцитах. Обработка клеток совместно с ним снижает SNP-индуцируемую экспрессию p21 и p53, а также снижает уровень экспрессии прокаспазы-3 в хондроцитах. Также, добавление ресвератрола к старым гепатоцитам увеличивает уровни сфингомиелина и фосфатидилсерина в плазмалемме.
У старых мышей, по сравнению с молодыми, нарушена ацетилхолиновая регуляция мозгового кровотока. Добавка ресвератрола к пище старых мышей восстанавливает ацетилхолин-зависимую регуляцию и возвращает нормальное взаимодействие нейронов с капиллярами головного мозга. Данный эффект связан с уменьшением кортикальной экспрессии NADPH-оксидазы и снижением количества маркеров окислительного стресса (изопростаны и нитротирозин). Таким образом, ресвератрол, возможно, продлевает нормальное функционирование мозга при старении.
В 2006 году итальянские ученые получили первый положительный результат добавок ресвератрола в пищу позвоночных. Они исследовали рыб Nothobranchius furzeri, средняя продолжительность жизни которых — 9 недель. Было обнаружено, что максимальная доза ресвератрола увеличила среднюю продолжительность жизни на 56 % по сравнению с контрольной группой. К концу жизни рыбы, употреблявшие ресвератрол, показали значительно более высокую общую активность и повышение способностей к обучению. Авторы отмечают незначительное увеличение смертности у молодых рыб, вызванное ресвератролом и предположили, что его слабое токсическое действие стимулирует защитные механизмы.
Позднее в том же году Синклер сообщил, что ресвератрол способен противодействовать пагубному воздействию диеты с высоким содержанием жиров в организме мышей. В опытах диета с высоким содержанием жиров также усугублялась добавлением гидрогенизированного кокосового масла в стандартную диету, а также давала им 60 % энергии из жиров. В опыте мыши потребляли примерно на 30 % больше калорий, чем контрольные мыши. Мышей кормили по стандартной диете и по диете с высоким содержанием жира плюс 22 мг/кг ресвератрола. У второй группы риск смерти был на 30 % ниже, чем у мышей с высоким содержанием жиров в диете без ресвератрола. В итоге смертность мышей на диете с повышенным содержанием жира и ресвератролом была примерно такой же, как и в контрольной группе с нормальной диетой.
Позже в рамках Программы тестирования средств, прерывающих старение (Interventions Testing Program, ITP) Национального института старения были протестированы эффекты трёх разных доз ресвератрола на молодых мышах, содержащихся на стандартной диете. Несмотря на то, что дозы были в семь-восемь раз выше, чем в эксперименте Синклера с мышами на диете с высоким содержанием жира, увеличения продолжительности жизни не наблюдалось. Однако недавно южнокорейские ученые показали положительное влияние ресвератрола на теломеразную активность стволовых клеток собаки.
Кроме положительного влияния на продолжительность жизни испытуемых животных, ресвератрол может оказывать и противоположный эффект. Он способен служить сенсибилизатором при радиотерапии рака лёгких, так как усиливает вызванное ионизирующей радиацией преждевременное старение в раковых клетках через апоптоз-независимый путь, значительно увеличивая долю SA-β-gal-положительных клеток.
В 2008 году Дэвид Синклер продал ресвератрол фармацевтическому гиганту GlaxoSmithKline за 720 миллионов долларов, уверяя, что препарат является  активатором сиртуинов (sirt1). Синклер выразил уверенность, что эта молекула в будущем будет приниматься людьми ежедневно для того, чтобы предотвратить сердечные заболевания, инсульт и рак.
Однако проверка ресвератрола в клинических исследованиях показала, что ресвератрол не активирует sirt1.
Также 2010 году ученые из Pfizer опубликовали статью, в которой сделан вывод: «Работа Синклера над сиртуинами была ложью, так как ресвератрол не является прямым активатором sirt1».
На данный момент нет ни одного исследования, подтверждающего, что ресвератрол продлевает жизнь человека.

### Другие свойства

#### Нейропротекторное действие
В 2008 году исследователи из Weill Cornell Medical College Корнеллского университета сообщили, что использование диеты с ресвератролом значительно снижает образование в мозгу животных бляшек, характерных для болезни Альцгеймера и других нейродегенеративных заболеваний. У мышей прием ресвератрола снижал количество бляшек в гипоталамусе (примерно на 90 %), стриатуме (примерно на 89 %) и в области медиальной коры (примерно на 48 %). У людей теоретически прием ресвератрола может уменьшить образование бета-амилоидных бляшек, ассоциированных с возрастными изменениями в мозгу. Исследователи предполагают, что одним из механизмов этого процесса является связывание ресвератролом ионов меди. Нейропротекторное действие ресвератрола было подтверждено на различных модельных организмах.

#### Противовоспалительное действие
Противовоспалительное действие ресвератрола было продемонстрировано на различных модельных организмах. У крыс с вызванным каррагинаном отеком лап ресвератрол препятствует острой и хронической фазам воспаления. Также преинкубация с ресвератролом уменьшала выделение арахидоновой кислоты и индукцию ЦОГ-2 (циклооксигеназа-2) в мышиных перитонеальных макрофагах, стимулируемых опухолевыми промоторами PMA, ROI или липополисахаридами. В модели воспалительного артрита у кроликов ресвератрол защищал хрящ от воспалительного артрита.

#### Кардиопротекторное действие
Умеренное употребление красного вина, как давно предполагается, уменьшает риск развития сердечно-сосудистых заболеваний. Это известно как «французский парадокс». Исследования показывают, что ресвератрол в красном вине может играть значительную роль в этом явлении. Это обусловлено следующими свойствами ресвератрола: 1) ингибирование агрегации бляшек на стенках сосудов; 2) ингибирование пролиферации гладкомышечных клеток сосудов; 3) стимуляция активности эндотелиальной синтазы оксида азота; 4) ингибирование агрегации тромбоцитов; 5) ингибирование процессов окисления липопопротеинов низкой плотности. Как предполагается, кардиопротекторное действие ресвератрола может быть элементом профилактики против сердечно-сосудистых заболеваний. Как показано в исследованиях 2011 года, «ресвератрол и мелатонин, содержащиеся в вине, защищают сердце в экспериментальной модели инфаркта миокарда через сигнальный путь SAFE».
Однако, некоторые исследования показывают обратные результаты 

#### Антидиабетическое действие
Исследования диабета крыс, вызванного стрептозотоцином и стрептазотоцином вместе с никотинамидом, показали наличие у ресвератрола гипогликемических и гиполипидемических эффектов. Кроме того, ресвератрол улучшает общие симптомы диабета, такие как полифагия, полидипсия и потеря массы тела. Исследования на других моделях также показали антидиабетические эффекты ресвератрола. В исследованиях на людях, проводимых Sirtris Pharmaceuticals, было показано, что ресвератрол снижает уровень сахара в крови.

#### Противовирусное действие
Исследования показывают, что ресвератрол подавляет репликацию вируса простого герпеса I и II типов путём ингибирования ранних этапов цикла репликации вируса. Исследования in vivo на мышах показали, что ресвератрол снижает репликацию вируса простого герпеса во влагалище и снижает экстравагинальные заболевания. Также показано, что ресвератрол подавляет вирус ветряной оспы, некоторые вирусы гриппа, респираторные вирусы и цитомегаловирус человека. Кроме того, ресвератрол синергически повышает активность некоторых анти-ВИЧ-препаратов.
Несмотря на потенциальное противовирусное действие, ресвератрол не может использоваться как таковой в клинической практике из-за его низкой биодоступности после перорального приема, поскольку он легко метаболизируется и имеет низкую растворимость в воде, что приводит к плохой абсорбции.

#### Антибактериальное действие
В декабре 2013 г. было показано, что тетрамер ресвератрола способен ингибировать систему секреции 3 типа у ряда бактерий, в частности, Yersinia pseudotuberculosis и Pseudomonas aeruginosa. Кроме того, тетрамер ресвератрола снижает внутриклеточный рост Chlamydia trachomatis.

#### Искусственное оплодотворение
Ресвератрол способствует созреванию ооцитов коровы и последующему экстракорпоральному оплодотворению и эмбриональному развитию. Эти эффекты связаны с тем, что ресвератрол индуцирует секрецию прогестерона и имеет антиоксидантный эффект..

## Содержание в продуктах
Содержится в красном винограде и чернике, арахисе, а также в растении Горец сахалинский. Содержат ресвератрол брусника, клюква и красная смородина, черника и голубика. Высокое содержание ресвератрола в корнях черной шелковицы — на уровне 32,5 мкг/г, в плодах гораздо ниже — 0,48 мкг/г, кожура огурца содержит 18 мкг/г, кожура фисташек — 4 мкг/г, кожура айвы — 0,5 мкг/г. Темный шоколад — 350 мкг/кг, молочный шоколад — 100 мкг/кг. Красный виноград — 92–1604 мкг/кг; белый виноград —  59–1759 мкг/кг сырого веса
| Страна       | Год урожая | Содержание ресвератрола, мг/л |
| ------------ | ---------- | ----------------------------- |
| Сербия       | 2014       | 7,22                          |
| Франция      | 2003       | 5,4                           |
| Чехия        | 2003       | 5,5                           |
| Румыния      | 2014       | 3,06                          |
| Бразилия     | 2001       | 2,57                          |
| Италия       | 2002       | 1,97                          |
| Сицилия      | 2003       | 1,62                          |
| Чили         | 1995       | 1,21                          |
| Португалия   | 1999       | 1,0                           |
| Калифорния   | 1996       | 0,99                          |
| Испания      | 2008       | 0.97                          |
| Греция       | 2004       | 0,89                          |
| Канада       | 1995       | 0,77                          |
| Южная Африка | 2009       | 0,003                         |

Считается, что терапевтическая суточная доза ресвератрола равна 1 г (или 1000 мг) в день, поэтому содержание его в разных продуктах недостаточно для получения лечебного эффекта. Выпускаются БАДы с содержанием ресвератрола 60-100 мг в капсулах.